# Australian Protectionist Party

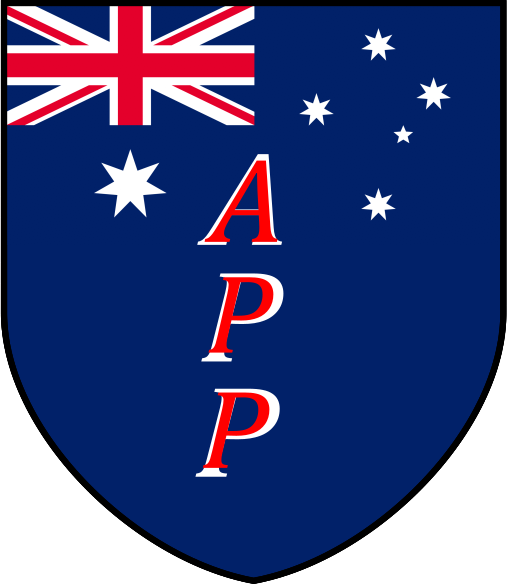
Logo

Australian Protectionist Party är ett mindre socialkonservativt politiskt parti i Australien med protektionistisk och nationalistisk inriktning. Partiet vänder sig emot mångkulturalism, som de menar "ruinerar Australien." Partiet registrerades som federalt parti den 18 januari 2011,

## Valresultat
I parlamentsvalet i Australien 2013 fick partiet 2 424 röster, motsvarande 0,06 procent, i Senaten i New South Wales.